# Plínio de Castro Casado
Plínio de Castro Casado ou Plínio Casado, como era conhecido (Porto Alegre, 30 de setembro de 1870 — Rio de Janeiro, 3 de maio de 1964), foi um magistrado, professor e político brasileiro.
Filho de Manuel Bento da Fontoura Casado e Adelaide Barreto de Castro. Estudou no Colégio Gomes, no Seminário Episcopal e no colégio de José Teodoro de Sousa Lobo, em Porto Alegre. Matriculou-se na Faculdade de Direito de São Paulo em 1886, e se formou em 1892. Ao retornar para o Rio Grande do Sul assumiu as funções de promotor público em Montenegro (de 16 de março a 13 de novembro de 1891), depois em Porto Alegre (de 10 de março de 1893 a 20 de março de 1896) e Rio Grande, em 1 de abril de 1896.
Foi deputado federal pelo Partido Republicano Riograndense, na legislatura de 1897 a 1900. Com o fim do seu mandato, voltou a Porto Alegre, exercendo a advocacia, chegando a exercer o cargo de assessor jurídico na prefeitura de Porto Alegre, de 4 de abril a 31 de outubro de 1900.
Foi professor na Faculdade de Direito de Porto Alegre, da qual foi um dos fundadores em 1900, e na qual exerceu a cátedra de Direito Público e Constitucional durante 20 anos. Chegou a ser diretor interino desta mesma Faculdade.
Em 1907, solidário com Fernando Abbott, abandonou o governo e passou à oposição. Foi eleito deputado federal novamente, pela Aliança Nacional Libertadora, em 1924, exercendo o seu mandato até 1930, como líder da oposição nos governos dos presidentes Artur Bernardes e Washington Luiz. Em 1929 defendeu na Câmara dos Deputados a formação de uma aliança gaúcha, que reunia o Partido Republicano Rio-Grandense (PRR) e o Partido Libertador (PL), com o objetivo de garantir a vitória de Getúlio Vargas nas eleições presidenciais.
Após a Revolução de 1930 foi nomeado interventor federal no Rio de Janeiro, cargo em que permaneceu entre 28 de outubro de 1930 e 29 de maio de 1931, quando foi nomeado ministro do Supremo Tribunal Federal, por decreto de 1 de junho de 1931, na vaga aberta com a aposentadoria de Geminiano da Franca; tomou posse do seu cargo em 4 de junho. Se aposentou neste cargo em 1 de outubro de 1938.